# Nepenthes mindanaoensis
Nepenthes mindanaoensis là một loài nắp ấm thuộc họ Nắp ấm. Đây là loài bản địa Mindanao của Philippines. Nó có quan hệ rất gần với loài N. alata.

## Loài lai tự nhiên
- N. alata × N. mindanaoensis[2]
- N. bellii × N. mindanaoensis[2]
- N. merrilliana × N. mindanaoensis[2]
- ? N. micramphora × N. mindanaoensis[2]
- N. mindanaoensis × N. truncata[2]